# 喬安娜·布蘭迪
喬安娜·布蘭迪（英語：Johanna Braddy，1987年8月30日—），美國女演員。知名作品包括ABC電視台影集《谍网》（Quantico）中飾演FBI探員謝爾比·懷亞特（Shelby Wyatt）、《虛幻》（UnREAL）中的Anna Martin；布蘭迪亦曾出現在電影如《緋聞計劃》（Easy A）和《超自然现象3》等。

## 外部連結
- 喬安娜·布蘭迪在互联网电影资料库（IMDb）上的資料（英文）